# Lymfesystem
Lymfesystemet er et karsystem hos hvirveldyr, som består af et netværk af lymfekar med indskudte lymfeknuder. Lymfekarrene fører en klar væske, kaldet lymfe (efter den romerske gudinde for ferskvand Lympha), mod blodbanen og hjertet.
Lymfesystemet blev første gang beskrevet i midten af 1600-tallet, uafhængigt af hinanden af såvel svenskeren Olof Rudbeck som danskeren Thomas Bartholin.

## Fysiologi
I modsætning til blodkredsløbet er lymfesystemet ikke noget lukket system. I det menneskelige kredsløb passerer dagligt omkring tyve liter blod gennem de fineste blodkar, kapillærerne, og presses her, med sit indhold af ilt og næringsstoffer, ud af blodbanen, som vævsvæske. Det meste af denne væske absorberes igen af kapillærerne, men dagligt efterlades omkring tre liter væske uden for blodkredsløbet. En af lymfesystemets vigtige opgaver er at opsamle disse tre liter og føre dem tilbage til blodkredsløbet.
Lymfesystemets anden vigtige opgave er immunforsvar: Lymfe indeholder affaldsstoffer fra cellerne samt døde og beskadigede celler, og bakterier og virus, som er trængt ind i vævet. I lymfebanerne passerer lymfen på sin vej mod blodkredsløbet med regelmæssige mellemrum lymfeknuder, som er fra få mm til 1-2 cm store bønneformede organer med talrige små kanaler. I lymfeknudernes kanaler findes lymfocytter, som dels dannes i knoglemarv, dels i milten og mandlerne, og uddannes i brislen, og som er i stand til at opdage fremmedlegemer i lymfevæsken, hvorefter makrofager fjerner fremmedlegemerne, så at lymfen renses.
Aggressive fremmedlegemer kan fremkalde en betændelsesreaktion i de berørte lymfeknuder, som så bliver hårde og ømme, hvilket fx ses ved halsbetændelse.

## Anatomi
Et menneskes krop indeholder hundredvis af lymfeknuder. Lymfen fra bryst, ryg, arme og ben løber gennem knuder i armhuler og lyske. Fra de indre organer løber lymfen gennem knuder langs tarmene og legemspulsåren. Lymfen fra ben, bækken og bughule samles i det største lymfekar, mælkebrystgangen, som løber op langs rygsøjlen til halsen, hvor den udmunder i en stor vene, tæt på hvor også lymfe fra arme, hoved, hals og brysthule føres over i venesystemet. Mælkebrystgangen hedder sådan, fordi den efter måltider indeholder fedtrig hvid lymfe fra tarmen. Lymfen føres gennem lymfekarrene ved hjælp af et system af muskelsammentrækninger.

## Evolution
Hos hvirveldyrene blev et lymfesystem først udviklet blandt benfisk. Senere udviklede padder og krybdyr lymfehjerter, der pumper lymfe mod blodbanen. Også nogle fuglearter har lymfehjerter, men de fleste fugle og alle pattedyr mangler dem. Det er kun pattedyr, der har lymfeknuder, dog har nogle få fuglearter simple, lymfeknudelignende strukturer.

## Lymfødem
Svigter en del af lymfesystemet, kan der dannes lymfødem, der er ophobning af væske, som ikke løber retur mod hjertet, som det er meningen. Lymfødem skyldes, at lymfevæsken, der løber i lymfekarrene til lymfekirtlerne, er blevet blokeret. Lymfen kan derfor ikke løbe fra f.eks. en arm eller et ben, som så hæver op, fordi der siver væske ud i vævet.